# Harry Nelson Pillsbury
Harry Nelson Pillsbury (5 de desembre de 1872 – 17 de juny de 1906), fou un destacat jugador d'escacs estatunidenc. Als 22 anys, va guanyar un dels torneigs d'escacs més forts del segle xix, (el Torneig de Hastings 1895), però la seva malaltia i mort prematura varen evitar que lluités pel Campionat del món.

## Biografia

### Primers anys
Pillsbury va néixer a Somerville (Massachusetts), es va mudar a Nova York el 1894, i posteriorment a Filadèlfia el 1898.
Cap a 1890, quan només feia dos anys que jugava als escacs, va vèncer el destacat expert H. N. Stone. L'abril de 1892, Pillsbury va guanyar un matx per dues victòries a una contra el Campió del món Wilhelm Steinitz, qui li va donar avantatge de peó. L'ascens de Pillsbury fou meteòric, i aviat no va quedar ningú a l'àmbit novaiorquès que li pogués fer front.

### Hastings 1895
El club d'escacs de Brooklyn va costejar el seu viatge a Europa per jugar al Torneig d'escacs de Hastings 1895, al qual hi participaven tots els millors jugadors del món del moment. Pillsbury, amb només 22 anys, va esdevenir una celebritat tant als Estats Units com arreu en guanyar el torneig, per davant del Campió del món regnant, Emanuel Lasker, l'ex-Campió del món Wilhelm Steinitz, els recents aspirants al tron mundial Mikhaïl Txigorin i Isidor Gunsberg, i els futurs aspirants Siegbert Tarrasch, Carl Schlechter i Dawid Janowski.
L'estil dinàmic que Pillsbury exhibí durant el torneig també va ajudar a popularitzar el gambit de dama durant els 1890, especialment mercès a la seva famosa victòria contra Siegbert Tarrasch.

### Sant Petersburg 1895
El seu següent gran torneig fou a Sant Petersburg el mateix any, un torneig round-robin a sis rondes entre quatre dels cinc primers de Hastings (Pillsbury, Txigorin, Lasker i Steinitz; Tarrasch no hi va participar). Sembla que Pillsbury havia contret sífilis abans del començament del torneig. Tot i que era líder després de la primera meitat de l'esdeveniment (Pillsbury 6½ punts de 9, Lasker 5½, Steinitz 4½, Txigorin 1½), es va veure afectat per forts mals de cap i va puntuar només 1½/9 a la segona meitat, acabant finalment tercer (Lasker 11½/18, Steinitz 9½, Pillsbury 8, Txigorin 7). Va perdre un encontre crític contra Lasker, i Garri Kaspàrov ha suggerit que, en cas d'haver guanyat, podria haver guanyat el torneig i forçat un matx pel campionat del món contra Lasker.

### Campió estatunidenc el 1897
A despit de la seva malaltia, Pillsbury va vèncer el campió estatunidenc Jackson Showalter el 1897 i va guanyar així el Campionat dels Estats Units, un títol que va tenir fins a la seva mort el 1906.

### Declivi i mort
La mala salut mental i física li impedí de desenvolupar tot el seu potencial durant la resta de la seva vida. L'estigma que envoltava la sífilis, feia improbable que trobés un bon tractament mèdic, i va sucumbir a la malaltia el 1906.
Pillsbury és enterrat al cementiri de Laurel Hill, a Reading (Massachusetts).

## Partides notables i marcadors amb rivals destacats
|   | a | b | c | d | e | f | g | h |   |
| 8 | a8 negres torre · d8 negres dama · e8 negres torre · g8 negres rei · a7 negres peó · b7 negres peó · c7 negres peó · e7 negres alfil · g7 negres peó · h7 negres peó · d5 blanques peó · f5 negres peó · e4 negres alfil · f4 blanques peó · g4 blanques alfil · c3 blanques alfil · g3 blanques dama · h3 blanques cavall · a2 blanques peó · b2 blanques peó · c2 blanques peó · g2 blanques peó · h2 blanques peó · c1 blanques rei · d1 blanques torre · h1 blanques torre | a8 negres torre · d8 negres dama · e8 negres torre · g8 negres rei · a7 negres peó · b7 negres peó · c7 negres peó · e7 negres alfil · g7 negres peó · h7 negres peó · d5 blanques peó · f5 negres peó · e4 negres alfil · f4 blanques peó · g4 blanques alfil · c3 blanques alfil · g3 blanques dama · h3 blanques cavall · a2 blanques peó · b2 blanques peó · c2 blanques peó · g2 blanques peó · h2 blanques peó · c1 blanques rei · d1 blanques torre · h1 blanques torre | a8 negres torre · d8 negres dama · e8 negres torre · g8 negres rei · a7 negres peó · b7 negres peó · c7 negres peó · e7 negres alfil · g7 negres peó · h7 negres peó · d5 blanques peó · f5 negres peó · e4 negres alfil · f4 blanques peó · g4 blanques alfil · c3 blanques alfil · g3 blanques dama · h3 blanques cavall · a2 blanques peó · b2 blanques peó · c2 blanques peó · g2 blanques peó · h2 blanques peó · c1 blanques rei · d1 blanques torre · h1 blanques torre | a8 negres torre · d8 negres dama · e8 negres torre · g8 negres rei · a7 negres peó · b7 negres peó · c7 negres peó · e7 negres alfil · g7 negres peó · h7 negres peó · d5 blanques peó · f5 negres peó · e4 negres alfil · f4 blanques peó · g4 blanques alfil · c3 blanques alfil · g3 blanques dama · h3 blanques cavall · a2 blanques peó · b2 blanques peó · c2 blanques peó · g2 blanques peó · h2 blanques peó · c1 blanques rei · d1 blanques torre · h1 blanques torre | a8 negres torre · d8 negres dama · e8 negres torre · g8 negres rei · a7 negres peó · b7 negres peó · c7 negres peó · e7 negres alfil · g7 negres peó · h7 negres peó · d5 blanques peó · f5 negres peó · e4 negres alfil · f4 blanques peó · g4 blanques alfil · c3 blanques alfil · g3 blanques dama · h3 blanques cavall · a2 blanques peó · b2 blanques peó · c2 blanques peó · g2 blanques peó · h2 blanques peó · c1 blanques rei · d1 blanques torre · h1 blanques torre | a8 negres torre · d8 negres dama · e8 negres torre · g8 negres rei · a7 negres peó · b7 negres peó · c7 negres peó · e7 negres alfil · g7 negres peó · h7 negres peó · d5 blanques peó · f5 negres peó · e4 negres alfil · f4 blanques peó · g4 blanques alfil · c3 blanques alfil · g3 blanques dama · h3 blanques cavall · a2 blanques peó · b2 blanques peó · c2 blanques peó · g2 blanques peó · h2 blanques peó · c1 blanques rei · d1 blanques torre · h1 blanques torre | a8 negres torre · d8 negres dama · e8 negres torre · g8 negres rei · a7 negres peó · b7 negres peó · c7 negres peó · e7 negres alfil · g7 negres peó · h7 negres peó · d5 blanques peó · f5 negres peó · e4 negres alfil · f4 blanques peó · g4 blanques alfil · c3 blanques alfil · g3 blanques dama · h3 blanques cavall · a2 blanques peó · b2 blanques peó · c2 blanques peó · g2 blanques peó · h2 blanques peó · c1 blanques rei · d1 blanques torre · h1 blanques torre | a8 negres torre · d8 negres dama · e8 negres torre · g8 negres rei · a7 negres peó · b7 negres peó · c7 negres peó · e7 negres alfil · g7 negres peó · h7 negres peó · d5 blanques peó · f5 negres peó · e4 negres alfil · f4 blanques peó · g4 blanques alfil · c3 blanques alfil · g3 blanques dama · h3 blanques cavall · a2 blanques peó · b2 blanques peó · c2 blanques peó · g2 blanques peó · h2 blanques peó · c1 blanques rei · d1 blanques torre · h1 blanques torre | 8 |
| 7 | a8 negres torre · d8 negres dama · e8 negres torre · g8 negres rei · a7 negres peó · b7 negres peó · c7 negres peó · e7 negres alfil · g7 negres peó · h7 negres peó · d5 blanques peó · f5 negres peó · e4 negres alfil · f4 blanques peó · g4 blanques alfil · c3 blanques alfil · g3 blanques dama · h3 blanques cavall · a2 blanques peó · b2 blanques peó · c2 blanques peó · g2 blanques peó · h2 blanques peó · c1 blanques rei · d1 blanques torre · h1 blanques torre | a8 negres torre · d8 negres dama · e8 negres torre · g8 negres rei · a7 negres peó · b7 negres peó · c7 negres peó · e7 negres alfil · g7 negres peó · h7 negres peó · d5 blanques peó · f5 negres peó · e4 negres alfil · f4 blanques peó · g4 blanques alfil · c3 blanques alfil · g3 blanques dama · h3 blanques cavall · a2 blanques peó · b2 blanques peó · c2 blanques peó · g2 blanques peó · h2 blanques peó · c1 blanques rei · d1 blanques torre · h1 blanques torre | a8 negres torre · d8 negres dama · e8 negres torre · g8 negres rei · a7 negres peó · b7 negres peó · c7 negres peó · e7 negres alfil · g7 negres peó · h7 negres peó · d5 blanques peó · f5 negres peó · e4 negres alfil · f4 blanques peó · g4 blanques alfil · c3 blanques alfil · g3 blanques dama · h3 blanques cavall · a2 blanques peó · b2 blanques peó · c2 blanques peó · g2 blanques peó · h2 blanques peó · c1 blanques rei · d1 blanques torre · h1 blanques torre | a8 negres torre · d8 negres dama · e8 negres torre · g8 negres rei · a7 negres peó · b7 negres peó · c7 negres peó · e7 negres alfil · g7 negres peó · h7 negres peó · d5 blanques peó · f5 negres peó · e4 negres alfil · f4 blanques peó · g4 blanques alfil · c3 blanques alfil · g3 blanques dama · h3 blanques cavall · a2 blanques peó · b2 blanques peó · c2 blanques peó · g2 blanques peó · h2 blanques peó · c1 blanques rei · d1 blanques torre · h1 blanques torre | a8 negres torre · d8 negres dama · e8 negres torre · g8 negres rei · a7 negres peó · b7 negres peó · c7 negres peó · e7 negres alfil · g7 negres peó · h7 negres peó · d5 blanques peó · f5 negres peó · e4 negres alfil · f4 blanques peó · g4 blanques alfil · c3 blanques alfil · g3 blanques dama · h3 blanques cavall · a2 blanques peó · b2 blanques peó · c2 blanques peó · g2 blanques peó · h2 blanques peó · c1 blanques rei · d1 blanques torre · h1 blanques torre | a8 negres torre · d8 negres dama · e8 negres torre · g8 negres rei · a7 negres peó · b7 negres peó · c7 negres peó · e7 negres alfil · g7 negres peó · h7 negres peó · d5 blanques peó · f5 negres peó · e4 negres alfil · f4 blanques peó · g4 blanques alfil · c3 blanques alfil · g3 blanques dama · h3 blanques cavall · a2 blanques peó · b2 blanques peó · c2 blanques peó · g2 blanques peó · h2 blanques peó · c1 blanques rei · d1 blanques torre · h1 blanques torre | a8 negres torre · d8 negres dama · e8 negres torre · g8 negres rei · a7 negres peó · b7 negres peó · c7 negres peó · e7 negres alfil · g7 negres peó · h7 negres peó · d5 blanques peó · f5 negres peó · e4 negres alfil · f4 blanques peó · g4 blanques alfil · c3 blanques alfil · g3 blanques dama · h3 blanques cavall · a2 blanques peó · b2 blanques peó · c2 blanques peó · g2 blanques peó · h2 blanques peó · c1 blanques rei · d1 blanques torre · h1 blanques torre | a8 negres torre · d8 negres dama · e8 negres torre · g8 negres rei · a7 negres peó · b7 negres peó · c7 negres peó · e7 negres alfil · g7 negres peó · h7 negres peó · d5 blanques peó · f5 negres peó · e4 negres alfil · f4 blanques peó · g4 blanques alfil · c3 blanques alfil · g3 blanques dama · h3 blanques cavall · a2 blanques peó · b2 blanques peó · c2 blanques peó · g2 blanques peó · h2 blanques peó · c1 blanques rei · d1 blanques torre · h1 blanques torre | 7 |
| 6 | a8 negres torre · d8 negres dama · e8 negres torre · g8 negres rei · a7 negres peó · b7 negres peó · c7 negres peó · e7 negres alfil · g7 negres peó · h7 negres peó · d5 blanques peó · f5 negres peó · e4 negres alfil · f4 blanques peó · g4 blanques alfil · c3 blanques alfil · g3 blanques dama · h3 blanques cavall · a2 blanques peó · b2 blanques peó · c2 blanques peó · g2 blanques peó · h2 blanques peó · c1 blanques rei · d1 blanques torre · h1 blanques torre | a8 negres torre · d8 negres dama · e8 negres torre · g8 negres rei · a7 negres peó · b7 negres peó · c7 negres peó · e7 negres alfil · g7 negres peó · h7 negres peó · d5 blanques peó · f5 negres peó · e4 negres alfil · f4 blanques peó · g4 blanques alfil · c3 blanques alfil · g3 blanques dama · h3 blanques cavall · a2 blanques peó · b2 blanques peó · c2 blanques peó · g2 blanques peó · h2 blanques peó · c1 blanques rei · d1 blanques torre · h1 blanques torre | a8 negres torre · d8 negres dama · e8 negres torre · g8 negres rei · a7 negres peó · b7 negres peó · c7 negres peó · e7 negres alfil · g7 negres peó · h7 negres peó · d5 blanques peó · f5 negres peó · e4 negres alfil · f4 blanques peó · g4 blanques alfil · c3 blanques alfil · g3 blanques dama · h3 blanques cavall · a2 blanques peó · b2 blanques peó · c2 blanques peó · g2 blanques peó · h2 blanques peó · c1 blanques rei · d1 blanques torre · h1 blanques torre | a8 negres torre · d8 negres dama · e8 negres torre · g8 negres rei · a7 negres peó · b7 negres peó · c7 negres peó · e7 negres alfil · g7 negres peó · h7 negres peó · d5 blanques peó · f5 negres peó · e4 negres alfil · f4 blanques peó · g4 blanques alfil · c3 blanques alfil · g3 blanques dama · h3 blanques cavall · a2 blanques peó · b2 blanques peó · c2 blanques peó · g2 blanques peó · h2 blanques peó · c1 blanques rei · d1 blanques torre · h1 blanques torre | a8 negres torre · d8 negres dama · e8 negres torre · g8 negres rei · a7 negres peó · b7 negres peó · c7 negres peó · e7 negres alfil · g7 negres peó · h7 negres peó · d5 blanques peó · f5 negres peó · e4 negres alfil · f4 blanques peó · g4 blanques alfil · c3 blanques alfil · g3 blanques dama · h3 blanques cavall · a2 blanques peó · b2 blanques peó · c2 blanques peó · g2 blanques peó · h2 blanques peó · c1 blanques rei · d1 blanques torre · h1 blanques torre | a8 negres torre · d8 negres dama · e8 negres torre · g8 negres rei · a7 negres peó · b7 negres peó · c7 negres peó · e7 negres alfil · g7 negres peó · h7 negres peó · d5 blanques peó · f5 negres peó · e4 negres alfil · f4 blanques peó · g4 blanques alfil · c3 blanques alfil · g3 blanques dama · h3 blanques cavall · a2 blanques peó · b2 blanques peó · c2 blanques peó · g2 blanques peó · h2 blanques peó · c1 blanques rei · d1 blanques torre · h1 blanques torre | a8 negres torre · d8 negres dama · e8 negres torre · g8 negres rei · a7 negres peó · b7 negres peó · c7 negres peó · e7 negres alfil · g7 negres peó · h7 negres peó · d5 blanques peó · f5 negres peó · e4 negres alfil · f4 blanques peó · g4 blanques alfil · c3 blanques alfil · g3 blanques dama · h3 blanques cavall · a2 blanques peó · b2 blanques peó · c2 blanques peó · g2 blanques peó · h2 blanques peó · c1 blanques rei · d1 blanques torre · h1 blanques torre | a8 negres torre · d8 negres dama · e8 negres torre · g8 negres rei · a7 negres peó · b7 negres peó · c7 negres peó · e7 negres alfil · g7 negres peó · h7 negres peó · d5 blanques peó · f5 negres peó · e4 negres alfil · f4 blanques peó · g4 blanques alfil · c3 blanques alfil · g3 blanques dama · h3 blanques cavall · a2 blanques peó · b2 blanques peó · c2 blanques peó · g2 blanques peó · h2 blanques peó · c1 blanques rei · d1 blanques torre · h1 blanques torre | 6 |
| 5 | a8 negres torre · d8 negres dama · e8 negres torre · g8 negres rei · a7 negres peó · b7 negres peó · c7 negres peó · e7 negres alfil · g7 negres peó · h7 negres peó · d5 blanques peó · f5 negres peó · e4 negres alfil · f4 blanques peó · g4 blanques alfil · c3 blanques alfil · g3 blanques dama · h3 blanques cavall · a2 blanques peó · b2 blanques peó · c2 blanques peó · g2 blanques peó · h2 blanques peó · c1 blanques rei · d1 blanques torre · h1 blanques torre | a8 negres torre · d8 negres dama · e8 negres torre · g8 negres rei · a7 negres peó · b7 negres peó · c7 negres peó · e7 negres alfil · g7 negres peó · h7 negres peó · d5 blanques peó · f5 negres peó · e4 negres alfil · f4 blanques peó · g4 blanques alfil · c3 blanques alfil · g3 blanques dama · h3 blanques cavall · a2 blanques peó · b2 blanques peó · c2 blanques peó · g2 blanques peó · h2 blanques peó · c1 blanques rei · d1 blanques torre · h1 blanques torre | a8 negres torre · d8 negres dama · e8 negres torre · g8 negres rei · a7 negres peó · b7 negres peó · c7 negres peó · e7 negres alfil · g7 negres peó · h7 negres peó · d5 blanques peó · f5 negres peó · e4 negres alfil · f4 blanques peó · g4 blanques alfil · c3 blanques alfil · g3 blanques dama · h3 blanques cavall · a2 blanques peó · b2 blanques peó · c2 blanques peó · g2 blanques peó · h2 blanques peó · c1 blanques rei · d1 blanques torre · h1 blanques torre | a8 negres torre · d8 negres dama · e8 negres torre · g8 negres rei · a7 negres peó · b7 negres peó · c7 negres peó · e7 negres alfil · g7 negres peó · h7 negres peó · d5 blanques peó · f5 negres peó · e4 negres alfil · f4 blanques peó · g4 blanques alfil · c3 blanques alfil · g3 blanques dama · h3 blanques cavall · a2 blanques peó · b2 blanques peó · c2 blanques peó · g2 blanques peó · h2 blanques peó · c1 blanques rei · d1 blanques torre · h1 blanques torre | a8 negres torre · d8 negres dama · e8 negres torre · g8 negres rei · a7 negres peó · b7 negres peó · c7 negres peó · e7 negres alfil · g7 negres peó · h7 negres peó · d5 blanques peó · f5 negres peó · e4 negres alfil · f4 blanques peó · g4 blanques alfil · c3 blanques alfil · g3 blanques dama · h3 blanques cavall · a2 blanques peó · b2 blanques peó · c2 blanques peó · g2 blanques peó · h2 blanques peó · c1 blanques rei · d1 blanques torre · h1 blanques torre | a8 negres torre · d8 negres dama · e8 negres torre · g8 negres rei · a7 negres peó · b7 negres peó · c7 negres peó · e7 negres alfil · g7 negres peó · h7 negres peó · d5 blanques peó · f5 negres peó · e4 negres alfil · f4 blanques peó · g4 blanques alfil · c3 blanques alfil · g3 blanques dama · h3 blanques cavall · a2 blanques peó · b2 blanques peó · c2 blanques peó · g2 blanques peó · h2 blanques peó · c1 blanques rei · d1 blanques torre · h1 blanques torre | a8 negres torre · d8 negres dama · e8 negres torre · g8 negres rei · a7 negres peó · b7 negres peó · c7 negres peó · e7 negres alfil · g7 negres peó · h7 negres peó · d5 blanques peó · f5 negres peó · e4 negres alfil · f4 blanques peó · g4 blanques alfil · c3 blanques alfil · g3 blanques dama · h3 blanques cavall · a2 blanques peó · b2 blanques peó · c2 blanques peó · g2 blanques peó · h2 blanques peó · c1 blanques rei · d1 blanques torre · h1 blanques torre | a8 negres torre · d8 negres dama · e8 negres torre · g8 negres rei · a7 negres peó · b7 negres peó · c7 negres peó · e7 negres alfil · g7 negres peó · h7 negres peó · d5 blanques peó · f5 negres peó · e4 negres alfil · f4 blanques peó · g4 blanques alfil · c3 blanques alfil · g3 blanques dama · h3 blanques cavall · a2 blanques peó · b2 blanques peó · c2 blanques peó · g2 blanques peó · h2 blanques peó · c1 blanques rei · d1 blanques torre · h1 blanques torre | 5 |
| 4 | a8 negres torre · d8 negres dama · e8 negres torre · g8 negres rei · a7 negres peó · b7 negres peó · c7 negres peó · e7 negres alfil · g7 negres peó · h7 negres peó · d5 blanques peó · f5 negres peó · e4 negres alfil · f4 blanques peó · g4 blanques alfil · c3 blanques alfil · g3 blanques dama · h3 blanques cavall · a2 blanques peó · b2 blanques peó · c2 blanques peó · g2 blanques peó · h2 blanques peó · c1 blanques rei · d1 blanques torre · h1 blanques torre | a8 negres torre · d8 negres dama · e8 negres torre · g8 negres rei · a7 negres peó · b7 negres peó · c7 negres peó · e7 negres alfil · g7 negres peó · h7 negres peó · d5 blanques peó · f5 negres peó · e4 negres alfil · f4 blanques peó · g4 blanques alfil · c3 blanques alfil · g3 blanques dama · h3 blanques cavall · a2 blanques peó · b2 blanques peó · c2 blanques peó · g2 blanques peó · h2 blanques peó · c1 blanques rei · d1 blanques torre · h1 blanques torre | a8 negres torre · d8 negres dama · e8 negres torre · g8 negres rei · a7 negres peó · b7 negres peó · c7 negres peó · e7 negres alfil · g7 negres peó · h7 negres peó · d5 blanques peó · f5 negres peó · e4 negres alfil · f4 blanques peó · g4 blanques alfil · c3 blanques alfil · g3 blanques dama · h3 blanques cavall · a2 blanques peó · b2 blanques peó · c2 blanques peó · g2 blanques peó · h2 blanques peó · c1 blanques rei · d1 blanques torre · h1 blanques torre | a8 negres torre · d8 negres dama · e8 negres torre · g8 negres rei · a7 negres peó · b7 negres peó · c7 negres peó · e7 negres alfil · g7 negres peó · h7 negres peó · d5 blanques peó · f5 negres peó · e4 negres alfil · f4 blanques peó · g4 blanques alfil · c3 blanques alfil · g3 blanques dama · h3 blanques cavall · a2 blanques peó · b2 blanques peó · c2 blanques peó · g2 blanques peó · h2 blanques peó · c1 blanques rei · d1 blanques torre · h1 blanques torre | a8 negres torre · d8 negres dama · e8 negres torre · g8 negres rei · a7 negres peó · b7 negres peó · c7 negres peó · e7 negres alfil · g7 negres peó · h7 negres peó · d5 blanques peó · f5 negres peó · e4 negres alfil · f4 blanques peó · g4 blanques alfil · c3 blanques alfil · g3 blanques dama · h3 blanques cavall · a2 blanques peó · b2 blanques peó · c2 blanques peó · g2 blanques peó · h2 blanques peó · c1 blanques rei · d1 blanques torre · h1 blanques torre | a8 negres torre · d8 negres dama · e8 negres torre · g8 negres rei · a7 negres peó · b7 negres peó · c7 negres peó · e7 negres alfil · g7 negres peó · h7 negres peó · d5 blanques peó · f5 negres peó · e4 negres alfil · f4 blanques peó · g4 blanques alfil · c3 blanques alfil · g3 blanques dama · h3 blanques cavall · a2 blanques peó · b2 blanques peó · c2 blanques peó · g2 blanques peó · h2 blanques peó · c1 blanques rei · d1 blanques torre · h1 blanques torre | a8 negres torre · d8 negres dama · e8 negres torre · g8 negres rei · a7 negres peó · b7 negres peó · c7 negres peó · e7 negres alfil · g7 negres peó · h7 negres peó · d5 blanques peó · f5 negres peó · e4 negres alfil · f4 blanques peó · g4 blanques alfil · c3 blanques alfil · g3 blanques dama · h3 blanques cavall · a2 blanques peó · b2 blanques peó · c2 blanques peó · g2 blanques peó · h2 blanques peó · c1 blanques rei · d1 blanques torre · h1 blanques torre | a8 negres torre · d8 negres dama · e8 negres torre · g8 negres rei · a7 negres peó · b7 negres peó · c7 negres peó · e7 negres alfil · g7 negres peó · h7 negres peó · d5 blanques peó · f5 negres peó · e4 negres alfil · f4 blanques peó · g4 blanques alfil · c3 blanques alfil · g3 blanques dama · h3 blanques cavall · a2 blanques peó · b2 blanques peó · c2 blanques peó · g2 blanques peó · h2 blanques peó · c1 blanques rei · d1 blanques torre · h1 blanques torre | 4 |
| 3 | a8 negres torre · d8 negres dama · e8 negres torre · g8 negres rei · a7 negres peó · b7 negres peó · c7 negres peó · e7 negres alfil · g7 negres peó · h7 negres peó · d5 blanques peó · f5 negres peó · e4 negres alfil · f4 blanques peó · g4 blanques alfil · c3 blanques alfil · g3 blanques dama · h3 blanques cavall · a2 blanques peó · b2 blanques peó · c2 blanques peó · g2 blanques peó · h2 blanques peó · c1 blanques rei · d1 blanques torre · h1 blanques torre | a8 negres torre · d8 negres dama · e8 negres torre · g8 negres rei · a7 negres peó · b7 negres peó · c7 negres peó · e7 negres alfil · g7 negres peó · h7 negres peó · d5 blanques peó · f5 negres peó · e4 negres alfil · f4 blanques peó · g4 blanques alfil · c3 blanques alfil · g3 blanques dama · h3 blanques cavall · a2 blanques peó · b2 blanques peó · c2 blanques peó · g2 blanques peó · h2 blanques peó · c1 blanques rei · d1 blanques torre · h1 blanques torre | a8 negres torre · d8 negres dama · e8 negres torre · g8 negres rei · a7 negres peó · b7 negres peó · c7 negres peó · e7 negres alfil · g7 negres peó · h7 negres peó · d5 blanques peó · f5 negres peó · e4 negres alfil · f4 blanques peó · g4 blanques alfil · c3 blanques alfil · g3 blanques dama · h3 blanques cavall · a2 blanques peó · b2 blanques peó · c2 blanques peó · g2 blanques peó · h2 blanques peó · c1 blanques rei · d1 blanques torre · h1 blanques torre | a8 negres torre · d8 negres dama · e8 negres torre · g8 negres rei · a7 negres peó · b7 negres peó · c7 negres peó · e7 negres alfil · g7 negres peó · h7 negres peó · d5 blanques peó · f5 negres peó · e4 negres alfil · f4 blanques peó · g4 blanques alfil · c3 blanques alfil · g3 blanques dama · h3 blanques cavall · a2 blanques peó · b2 blanques peó · c2 blanques peó · g2 blanques peó · h2 blanques peó · c1 blanques rei · d1 blanques torre · h1 blanques torre | a8 negres torre · d8 negres dama · e8 negres torre · g8 negres rei · a7 negres peó · b7 negres peó · c7 negres peó · e7 negres alfil · g7 negres peó · h7 negres peó · d5 blanques peó · f5 negres peó · e4 negres alfil · f4 blanques peó · g4 blanques alfil · c3 blanques alfil · g3 blanques dama · h3 blanques cavall · a2 blanques peó · b2 blanques peó · c2 blanques peó · g2 blanques peó · h2 blanques peó · c1 blanques rei · d1 blanques torre · h1 blanques torre | a8 negres torre · d8 negres dama · e8 negres torre · g8 negres rei · a7 negres peó · b7 negres peó · c7 negres peó · e7 negres alfil · g7 negres peó · h7 negres peó · d5 blanques peó · f5 negres peó · e4 negres alfil · f4 blanques peó · g4 blanques alfil · c3 blanques alfil · g3 blanques dama · h3 blanques cavall · a2 blanques peó · b2 blanques peó · c2 blanques peó · g2 blanques peó · h2 blanques peó · c1 blanques rei · d1 blanques torre · h1 blanques torre | a8 negres torre · d8 negres dama · e8 negres torre · g8 negres rei · a7 negres peó · b7 negres peó · c7 negres peó · e7 negres alfil · g7 negres peó · h7 negres peó · d5 blanques peó · f5 negres peó · e4 negres alfil · f4 blanques peó · g4 blanques alfil · c3 blanques alfil · g3 blanques dama · h3 blanques cavall · a2 blanques peó · b2 blanques peó · c2 blanques peó · g2 blanques peó · h2 blanques peó · c1 blanques rei · d1 blanques torre · h1 blanques torre | a8 negres torre · d8 negres dama · e8 negres torre · g8 negres rei · a7 negres peó · b7 negres peó · c7 negres peó · e7 negres alfil · g7 negres peó · h7 negres peó · d5 blanques peó · f5 negres peó · e4 negres alfil · f4 blanques peó · g4 blanques alfil · c3 blanques alfil · g3 blanques dama · h3 blanques cavall · a2 blanques peó · b2 blanques peó · c2 blanques peó · g2 blanques peó · h2 blanques peó · c1 blanques rei · d1 blanques torre · h1 blanques torre | 3 |
| 2 | a8 negres torre · d8 negres dama · e8 negres torre · g8 negres rei · a7 negres peó · b7 negres peó · c7 negres peó · e7 negres alfil · g7 negres peó · h7 negres peó · d5 blanques peó · f5 negres peó · e4 negres alfil · f4 blanques peó · g4 blanques alfil · c3 blanques alfil · g3 blanques dama · h3 blanques cavall · a2 blanques peó · b2 blanques peó · c2 blanques peó · g2 blanques peó · h2 blanques peó · c1 blanques rei · d1 blanques torre · h1 blanques torre | a8 negres torre · d8 negres dama · e8 negres torre · g8 negres rei · a7 negres peó · b7 negres peó · c7 negres peó · e7 negres alfil · g7 negres peó · h7 negres peó · d5 blanques peó · f5 negres peó · e4 negres alfil · f4 blanques peó · g4 blanques alfil · c3 blanques alfil · g3 blanques dama · h3 blanques cavall · a2 blanques peó · b2 blanques peó · c2 blanques peó · g2 blanques peó · h2 blanques peó · c1 blanques rei · d1 blanques torre · h1 blanques torre | a8 negres torre · d8 negres dama · e8 negres torre · g8 negres rei · a7 negres peó · b7 negres peó · c7 negres peó · e7 negres alfil · g7 negres peó · h7 negres peó · d5 blanques peó · f5 negres peó · e4 negres alfil · f4 blanques peó · g4 blanques alfil · c3 blanques alfil · g3 blanques dama · h3 blanques cavall · a2 blanques peó · b2 blanques peó · c2 blanques peó · g2 blanques peó · h2 blanques peó · c1 blanques rei · d1 blanques torre · h1 blanques torre | a8 negres torre · d8 negres dama · e8 negres torre · g8 negres rei · a7 negres peó · b7 negres peó · c7 negres peó · e7 negres alfil · g7 negres peó · h7 negres peó · d5 blanques peó · f5 negres peó · e4 negres alfil · f4 blanques peó · g4 blanques alfil · c3 blanques alfil · g3 blanques dama · h3 blanques cavall · a2 blanques peó · b2 blanques peó · c2 blanques peó · g2 blanques peó · h2 blanques peó · c1 blanques rei · d1 blanques torre · h1 blanques torre | a8 negres torre · d8 negres dama · e8 negres torre · g8 negres rei · a7 negres peó · b7 negres peó · c7 negres peó · e7 negres alfil · g7 negres peó · h7 negres peó · d5 blanques peó · f5 negres peó · e4 negres alfil · f4 blanques peó · g4 blanques alfil · c3 blanques alfil · g3 blanques dama · h3 blanques cavall · a2 blanques peó · b2 blanques peó · c2 blanques peó · g2 blanques peó · h2 blanques peó · c1 blanques rei · d1 blanques torre · h1 blanques torre | a8 negres torre · d8 negres dama · e8 negres torre · g8 negres rei · a7 negres peó · b7 negres peó · c7 negres peó · e7 negres alfil · g7 negres peó · h7 negres peó · d5 blanques peó · f5 negres peó · e4 negres alfil · f4 blanques peó · g4 blanques alfil · c3 blanques alfil · g3 blanques dama · h3 blanques cavall · a2 blanques peó · b2 blanques peó · c2 blanques peó · g2 blanques peó · h2 blanques peó · c1 blanques rei · d1 blanques torre · h1 blanques torre | a8 negres torre · d8 negres dama · e8 negres torre · g8 negres rei · a7 negres peó · b7 negres peó · c7 negres peó · e7 negres alfil · g7 negres peó · h7 negres peó · d5 blanques peó · f5 negres peó · e4 negres alfil · f4 blanques peó · g4 blanques alfil · c3 blanques alfil · g3 blanques dama · h3 blanques cavall · a2 blanques peó · b2 blanques peó · c2 blanques peó · g2 blanques peó · h2 blanques peó · c1 blanques rei · d1 blanques torre · h1 blanques torre | a8 negres torre · d8 negres dama · e8 negres torre · g8 negres rei · a7 negres peó · b7 negres peó · c7 negres peó · e7 negres alfil · g7 negres peó · h7 negres peó · d5 blanques peó · f5 negres peó · e4 negres alfil · f4 blanques peó · g4 blanques alfil · c3 blanques alfil · g3 blanques dama · h3 blanques cavall · a2 blanques peó · b2 blanques peó · c2 blanques peó · g2 blanques peó · h2 blanques peó · c1 blanques rei · d1 blanques torre · h1 blanques torre | 2 |
| 1 | a8 negres torre · d8 negres dama · e8 negres torre · g8 negres rei · a7 negres peó · b7 negres peó · c7 negres peó · e7 negres alfil · g7 negres peó · h7 negres peó · d5 blanques peó · f5 negres peó · e4 negres alfil · f4 blanques peó · g4 blanques alfil · c3 blanques alfil · g3 blanques dama · h3 blanques cavall · a2 blanques peó · b2 blanques peó · c2 blanques peó · g2 blanques peó · h2 blanques peó · c1 blanques rei · d1 blanques torre · h1 blanques torre | a8 negres torre · d8 negres dama · e8 negres torre · g8 negres rei · a7 negres peó · b7 negres peó · c7 negres peó · e7 negres alfil · g7 negres peó · h7 negres peó · d5 blanques peó · f5 negres peó · e4 negres alfil · f4 blanques peó · g4 blanques alfil · c3 blanques alfil · g3 blanques dama · h3 blanques cavall · a2 blanques peó · b2 blanques peó · c2 blanques peó · g2 blanques peó · h2 blanques peó · c1 blanques rei · d1 blanques torre · h1 blanques torre | a8 negres torre · d8 negres dama · e8 negres torre · g8 negres rei · a7 negres peó · b7 negres peó · c7 negres peó · e7 negres alfil · g7 negres peó · h7 negres peó · d5 blanques peó · f5 negres peó · e4 negres alfil · f4 blanques peó · g4 blanques alfil · c3 blanques alfil · g3 blanques dama · h3 blanques cavall · a2 blanques peó · b2 blanques peó · c2 blanques peó · g2 blanques peó · h2 blanques peó · c1 blanques rei · d1 blanques torre · h1 blanques torre | a8 negres torre · d8 negres dama · e8 negres torre · g8 negres rei · a7 negres peó · b7 negres peó · c7 negres peó · e7 negres alfil · g7 negres peó · h7 negres peó · d5 blanques peó · f5 negres peó · e4 negres alfil · f4 blanques peó · g4 blanques alfil · c3 blanques alfil · g3 blanques dama · h3 blanques cavall · a2 blanques peó · b2 blanques peó · c2 blanques peó · g2 blanques peó · h2 blanques peó · c1 blanques rei · d1 blanques torre · h1 blanques torre | a8 negres torre · d8 negres dama · e8 negres torre · g8 negres rei · a7 negres peó · b7 negres peó · c7 negres peó · e7 negres alfil · g7 negres peó · h7 negres peó · d5 blanques peó · f5 negres peó · e4 negres alfil · f4 blanques peó · g4 blanques alfil · c3 blanques alfil · g3 blanques dama · h3 blanques cavall · a2 blanques peó · b2 blanques peó · c2 blanques peó · g2 blanques peó · h2 blanques peó · c1 blanques rei · d1 blanques torre · h1 blanques torre | a8 negres torre · d8 negres dama · e8 negres torre · g8 negres rei · a7 negres peó · b7 negres peó · c7 negres peó · e7 negres alfil · g7 negres peó · h7 negres peó · d5 blanques peó · f5 negres peó · e4 negres alfil · f4 blanques peó · g4 blanques alfil · c3 blanques alfil · g3 blanques dama · h3 blanques cavall · a2 blanques peó · b2 blanques peó · c2 blanques peó · g2 blanques peó · h2 blanques peó · c1 blanques rei · d1 blanques torre · h1 blanques torre | a8 negres torre · d8 negres dama · e8 negres torre · g8 negres rei · a7 negres peó · b7 negres peó · c7 negres peó · e7 negres alfil · g7 negres peó · h7 negres peó · d5 blanques peó · f5 negres peó · e4 negres alfil · f4 blanques peó · g4 blanques alfil · c3 blanques alfil · g3 blanques dama · h3 blanques cavall · a2 blanques peó · b2 blanques peó · c2 blanques peó · g2 blanques peó · h2 blanques peó · c1 blanques rei · d1 blanques torre · h1 blanques torre | a8 negres torre · d8 negres dama · e8 negres torre · g8 negres rei · a7 negres peó · b7 negres peó · c7 negres peó · e7 negres alfil · g7 negres peó · h7 negres peó · d5 blanques peó · f5 negres peó · e4 negres alfil · f4 blanques peó · g4 blanques alfil · c3 blanques alfil · g3 blanques dama · h3 blanques cavall · a2 blanques peó · b2 blanques peó · c2 blanques peó · g2 blanques peó · h2 blanques peó · c1 blanques rei · d1 blanques torre · h1 blanques torre | 1 |
|   | a | b | c | d | e | f | g | h |   |

Pillsbury tenia un marcador igualat amb Lasker (+5 -5 =4). El va guanyar amb les peces negres a Sant Petersburg el 1895 i a Augsburg el 1900 (tot i que en aquest cas va ser una partida no oficial, no jugada en torneig):
1. e4 e5 2. f4 d5 3. exd5 e4 4. Cc3 Cf6 5. De2 Ad6 6. d3 O-O 7. dxe4 Cxe4 8. Cxe4 Te8 9. Ad2 Af5 10. O-O-O Axe4 11. Dg4 f5 12. Dg3 Cd7 13. Ac3 Cf6 14. Ch3 Cg4 15. Ae2 Ae7 16. Axg4 (vegeu el diagrama) Ah4 17. Axf5 Axg3 18. Ae6+ Txe6 19. dxe6 De8 20. hxg3 Axg2 21. The1 Axh3 22. Td7 Dg6 23. b3 Te8 24. Te5 Axe6 25. Txc7 Dxg3 26. Rb2 h6 27. Txb7 Tc8 28. Ad4 Dg2 29. Txa7 Txc2+ 30. Rb1 Dd2 0-1
Pillsbury també tenia un marcador igualalt contra Steinitz (+5 -5 =3), i una mica pitjor contra Txigorin (+7 -8 =6), Tarrasch (+5 -6 =2) i contra Joseph Henry Blackburne (+3 -5 =4), mentre que guanyava David Janowski (+6 -4 =2) i Géza Maróczy (+4 -3 =7) i tenia un significatiu bon marcador contra Carl Schlechter (+8 -2 =9).

## Habilitat pel joc a la cega
Pillsbury va ser un molt fort jugador d'escacs a la cega, i podia jugar simultàniament a dames i escacs, al mateix temps que jugava una mà de whist, i recitava una llista de paraules llargues. El seu rècord era de 22 partides a la cega simultàniament, fet a Moscou el 1902. Però la seva major gesta va ser de 21 partides simultànies contra els jugadors del Hauptturnier de Hannover de 1902 - el guanyador del Hauptturnier seria reconegut com a mestre, i tot i això Pillsbury va puntuar +3 -7 =11.
Quan era adolescent, Edward Lasker va jugar amb Pillsbury en una exhibició a la cega a Breslau, contra els desitjos de la seva mare, i va recordar-ho a Chess Secrets I learned from the Masters:
No obstant això, aviat es va fer evident que jo hauria perdut la partida, fins i tot si jo hagués estat en el més tranquil dels estats d'ànim. Pillsbury va fer una actuació meravellosa, en guanyar 13 de les 16 partides a la cega, fent dues taules i perdent-ne només una. Jugava molt bé, i no va cometre errors [presumiblement en recordar les posicions]. La imatge de Pillsbury assegut tranquil·lament en una butaca, d'esquena als jugadors, fumant una cigarreta darrere l'altra, i responent els moviments dels seus oponents després d'una breu consideració d'una manera clara, sense titubejos, va tornar a la meva ment 30 anys més tard, quan jo arbitrava el rècord mundial d'Alekhin a l'Exposició universal de Chicago, on hi va jugar 32 partides simultànies a la cega. Va ser tota una demostració sorprenent, però Alekhin va cometre un bon nombre d'errors, i la seva actuació no em va impressionar tant com la de Pillsbury a Breslau.